# Miss Biélorussie
Nommé Miss Biélorussie ou Miss Belarus, cet événement culturel est un concours de beauté national biennal qui se déroule en Biélorussie depuis 1998. Les gagnantes peuvent se présenter aux concours de Miss Europe, Miss International et Miss Monde.
Le mode biennal ne permet de se présenter qu'une fois tous les deux ans à l'un de ces concours. Par exemple, Miss Biélorussie 2004 était quatrième dauphine de Miss Europe en 2005.

## Gagnantes
| Année | Nom                  | Ville    |
| ----- | -------------------- | -------- |
| 1998  | Sviatlana Kruk       | Hrodna   |
| 2000  | Anna Stychynskaja    | Mahiliow |
| 2002  | Volha Neudach        | Brest    |
| 2004  | Volha Antropava      | Vitebsk  |
| 2006  | Katsiaryna Litvinava | Mahiliow |
| 2008  | Volha Khizhynkova    | Vitebsk  |
| 2010  | Ljudzmila Jakimovič  | Hrodna   |

## Miss Biélorusse élues

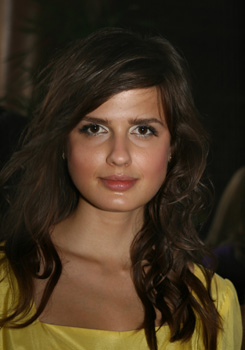
Alena Aladka, Miss Biélorussie 2007
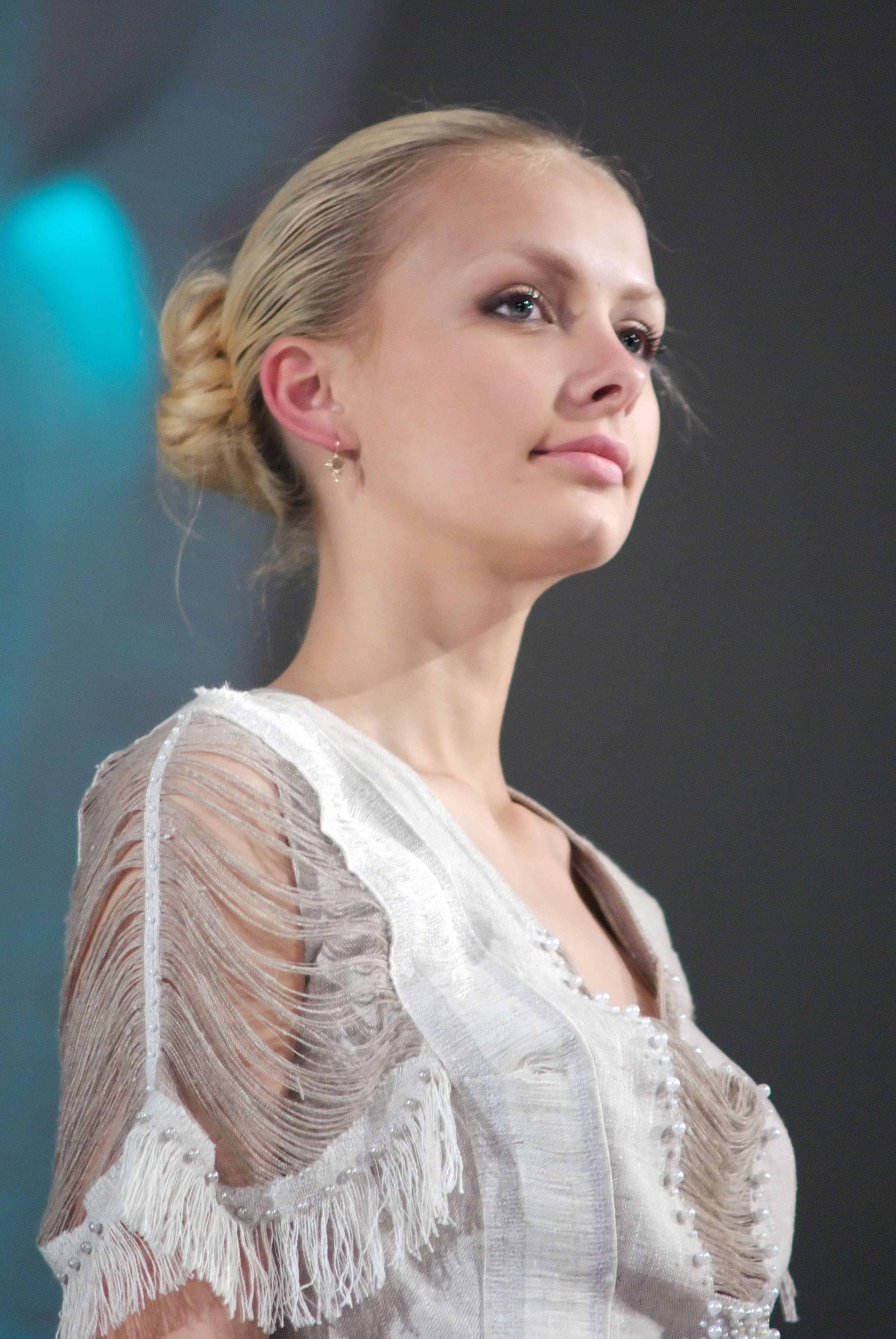
Volha Khizhynkova, Miss Biélorussie 2008